# Tuulvesi
Tuulvesi är en fjärd i Finland. Den ligger i landskapet Egentliga Finland, i den sydvästra delen av landet, 200 km väster om huvudstaden Helsingfors.
Tuulvesi avgränsas av Lempotoinen i norr, Ojaluoto i nordöst, fastlandet i öster, Vehkaluoto och Leonsaari i söder samt Riihimaa i väster.